# محلات

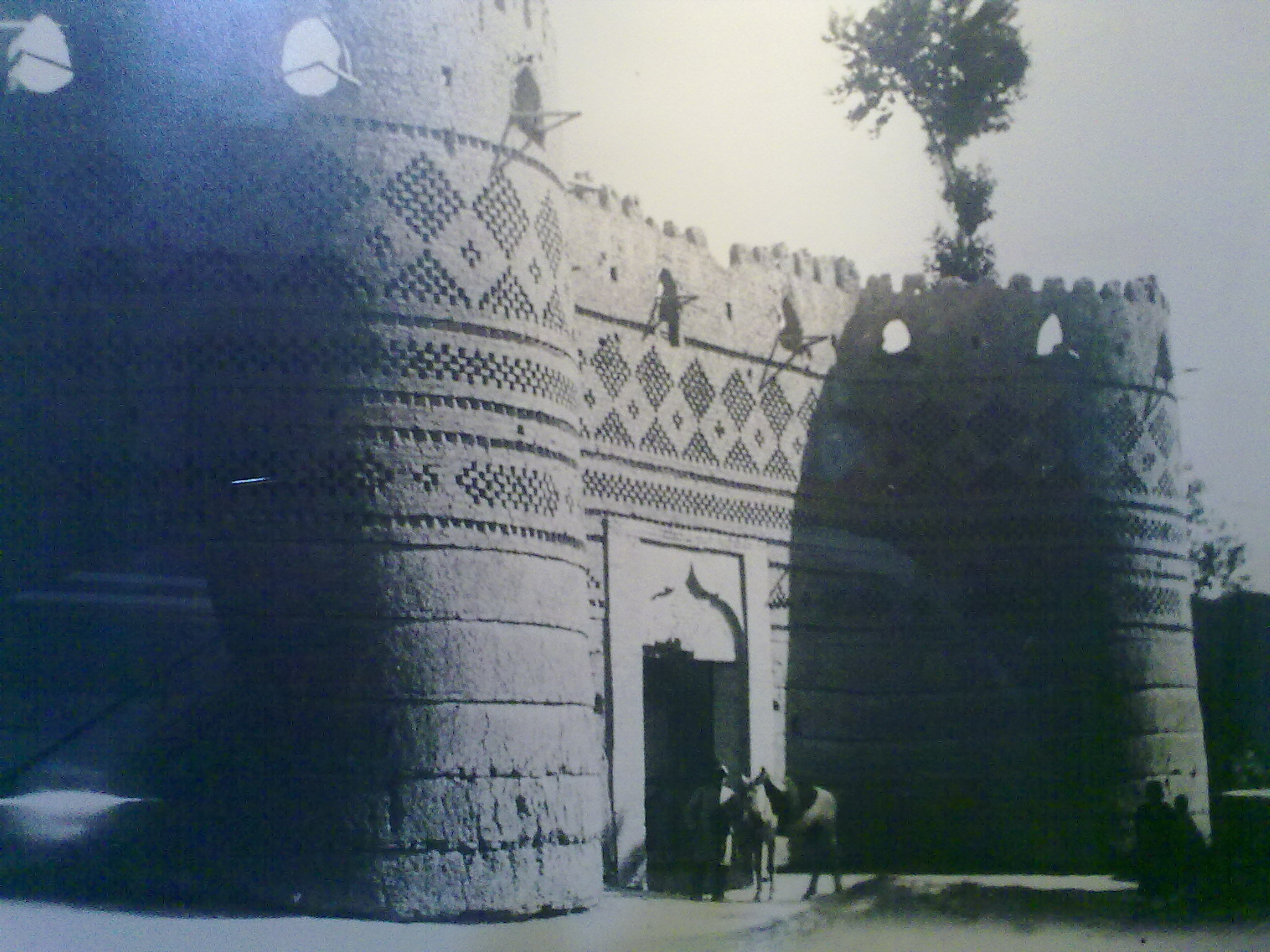
قلعه آقا خان محلاتی در دوره قاجار

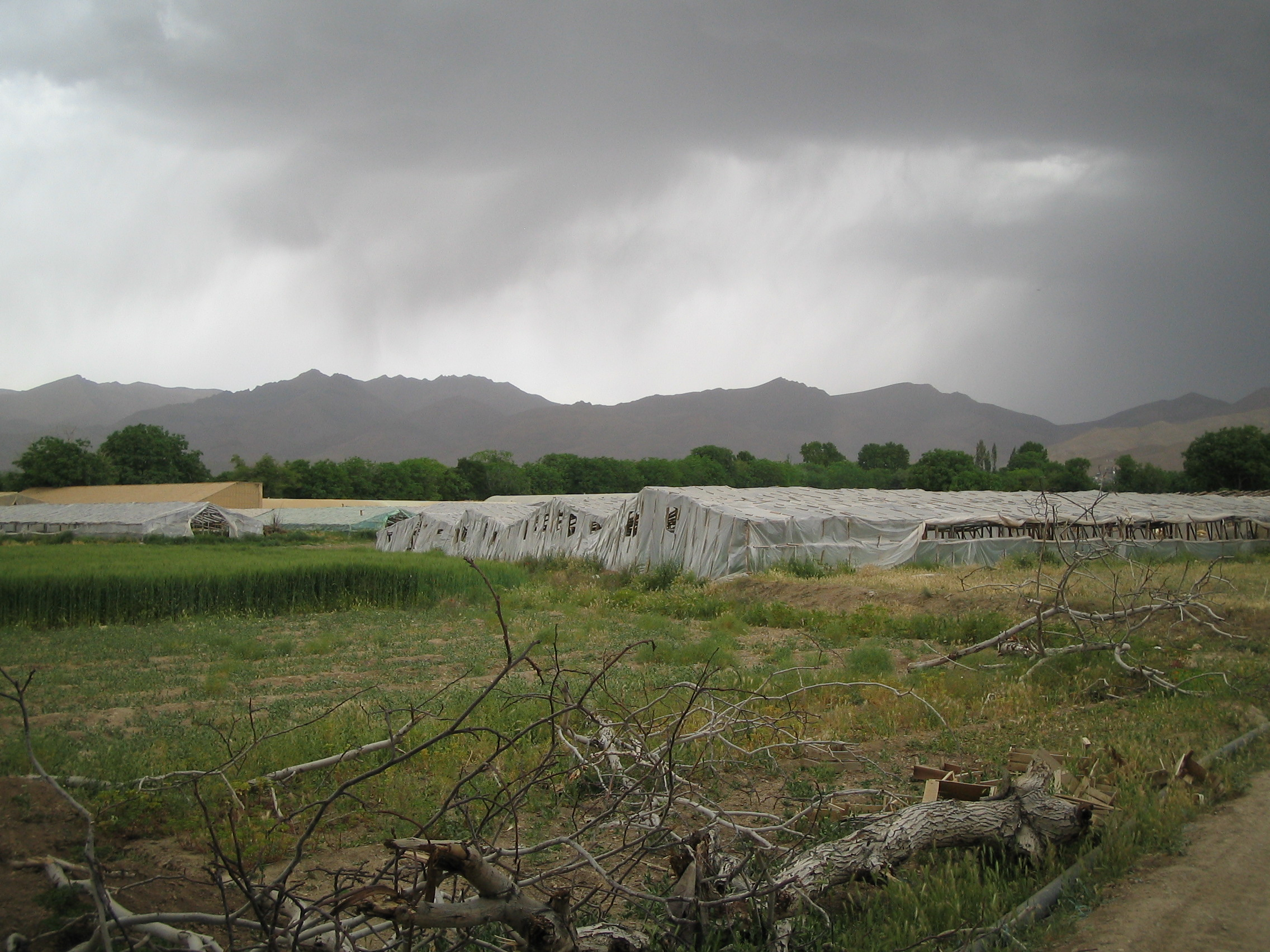
چشم‌اندازی در بیرون از محلات

مَحَلّات شهری از توابع  بخش مرکزی شهرستان محلات و مرکز شهرستان محلات استان مرکزی است. به‌طور خلاصه این شهر به پایتخت گل ایران معروف است و قطب پرورش گل داوودی و بید قرمز و انواع گیاهان آپارتمانی دیگر است. سوغات این شهر حلوا ارده است.
عیسی زیراهی به عنوان یکی از پرافتخارترین اعضای تیم ملی والیبال نشسته ایران و جهان از معروفترین ورزشکاران این شهر است.
این شهر در فاصله ۲۵۲ کیلومتری تهران قرار داشته و یکی ازشهرستان‌های استان مرکزی محسوب می‌شود که در جنوب شرقی این استان واقع گردیده است. شهر محلات از طرف شمال به اراک و از طرف جنوب به اصفهان و گلپایگان، از طرف غرب به خمین از طرف شرق به دلیجان محدود است.
محلات به‌عنوان بزرگ‌ترین شهرستان کشور از لحاظ سطح زیرکشت گل، مهد پرورش گل و گیاهان زینتی در کشور، پایلوت گل‌کاری کشور است و رتبه اول را از لحاظ تنوع تولید گل در کشور داراست. شهرستان محلات دارای منابع متعدد و غنی معادن سنگ زینتی، معادن سنگ تراورتن و مرمریت است. همچنین محلات بزرگ‌ترین تولیدکننده بید قرمز در ایران است.

## نامگذاری
این شهر را به آن جهت که متشکل از محله‌های گوناگونی با فرهنگ‌های مختلف بود، «محلات» نامیدند.
استان مرکزی 12 شهرستان دارد که ما در فم‌تور اخیر بازدیدهایی در دو شهرستان محلات و دلیجان داشتیم. شهرستان محلات حالا یک بخش مرکزی و دو شهر به نام‌های محلات و نیم‌ور دارد و البته دو دهستان به نام‌های خورهه و باقرآباد. به روایت سایت اداره‌کل میراث استان مرکزی، «محلات در روزگار هخامنشیان بخش کوچکی از ماد به‌شمار می‌رفته است. این منطقه در دوره اشکانیان جزئی از ایالت والی‌نشین ماد بزرگ محسوب می‌شده و در زمان سلوکیان این ناحیه، به‌خصوص قسمت شمالی آن، یعنی دهستان خورهه، موردتوجه حکام یونانی بوده است. در دوران نخستین اسلامی این شهرستان جزء منطقه‌ای به‌شمار می‌رفته که به نام جبال یا کهستان خوانده می‌شده است.
همین منطقه در قرن چهارم هجری و بعد از تغییرات و تقسیمات منطقه‌ای به نام رستاق انار خوانده می‌شده است. بعدها نیز محدوده دو شهرستان خمین و محلات امروزی را تیمره گفته‌اند که تیمره علیا، خمین امروزی و تیمره سفلی، محلات کنونی بوده است. در محدوده کنونی شهرستان محلات (نواحی خورهه و نیم‌ور) آثار به‌جامانده نشان از قدمت تاریخی این منطقه دارد؛ چنانچه درباره وجه‌تسمیه محلات نیز اختلاف‌نظر وجود دارد و برخی معتقدند محلات را به لحاظ داشتن چندین محله نامتجانس به این نام نامیده‌اند. سوغات محلات گل، حلوا، گیوه و تریکو  است. اقتصاد آن را کشاورزی و باغداری و سنگ‌های زینتی و صنایع‌دستی شهرستان را گیوه تشکیل می‌دهد.».

## تاریخچه
منطقهٔ محلات در روزگار هخامنشیان بخش کوچکی از ایالت ماد به‌شمار می‌رفته است. وجود آثار باستانی آتشکده آتشکوه نشان می‌دهد که از زمان شاهنشاهی ساسانیان، منطقهٔ محلات و به‌ویژه درهٔ رودخانهٔ قُمرود محل استقرار جمعیت بوده است. از دوران اسلامی این منطقه جزو ایالت جبال بود و از زمان سلجوقیان تا قاجاریان جزو منطقهٔ عراق عجم شد. بر اساس کتیبه‌های موجود مربوط به هخامنشیان از محلات با عنوان ورکان نام برده شده است و بر این اساس قدیمی‌ترین نام مربوط به محلات همان ورکان است.
محلات همان گونه که از نام آن پیداست جمع محله و احتمالاً منظور روستاهایی است که محلات از آن‌ها تشکیل شده است. روستاهای پیل پایان، ریوکان، زنجیردان و گوشه. همین‌طور در گذشته به محلات «سایرالبلوک» نیز گفته می‌شده چرا که در آن زمان محلات در نقشه از بلوک‌های قم و کاشان نبوده است.

## مردم
مردم محلات فارسی‌زبان هستند و به لهجه محلاتی سخن می‌گویند. اما در گذشته به زبان راجی یا راژی از زبان های ایران مرکزی هم رایج بود.پیشینه مردم این شهر مسلمان و شیعه‌مذهب هستند.

### طوایف و خاندان‌ها
محلات سه طایفه بزرگ داشت که بیشتر املاک منطقه در دست آنان بود و همواره با یکدیگر در رقابت و اختلاف بودند:
- خاندان آقاخان محلاتی: ریشه خاندان آقاخان محلاتی که از گذشته تا کنون رؤسای شیعیان نزاریه بودند، به محلات بازمی‌گردد. از اجداد خاندان آقاخان، سید عطاءالله معروف به شاه نزار و تعدادی از اعقاب او در مقبره‌ای در مزرعه کهک دفن هستند. در دوران زندیه، سید ابوالحسن از اعقاب این خاندان، از جانب کریم خان زند حکمران کرمان شد. پسر او شاه خلیل‌الله پس از رسیدن به امامت مقر خود را از کرمان به محلات تغییر داد و ۲۳ سال در محلات به سر برد ولی نهایتاً به قصد نزدیکی به مریدانش به یزد رفت و پس از دوسال در ۱۲۳۲ قمری طی حملهٔ عده‌ای از بازاریان به منزلش به تحریک ملاحسین یزدی، به قتل رسید. حسن‌علی شاه، پسر و جانشین شاه خلیل‌الله با سرو جهان خانم دختر فتحعلی‌شاه ازدواج کرد و اولین امام نزاریه بود که لقب «آقاخان» گرفت. او پس از بازگشت به محلات قلعه‌ای مستحکم بنا کرد. وی که در محلات و قم قدرت قابل توجهی داشت و نیروی نظامی مجهزی تشکیل داده بود، در اواسط دوران محمدشاه علیه حکومت مرکزی شورش کرد. اما نهایتاً مغلوب شد و به هندوستان گریخت. فرزندان و نوادگان حسن‌علی شاه در هند باقی ماندند ولی برادر کوچک او «ابوالحسن خان سردار» در تهران می‌زیست و فرزندانش از جمله صادق‌خان و اسماعیل‌خان اعتبارالسلطنه (داماد علی‌قلی مخبرالدوله) با دربار قاجار مراوده داشتند.[۱۵][۱۶]
- طایفه سادات: اعضای این طایفه روحانی و ملاک و در ابتدا ساکن محلات پایین بودند. اما در نتیجه اختلاف ملکی با آقاخان اول، چند خانوار از آنان به اجبار به محله بالا کوچیدند. از اواسط دوران قاجار و براثر ارادت سلیمان‌خان دایی ناصرالدین شاه و پسرش عین‌الملک به برخی از اعضای طایفه سادات، نفوذ و قدرت آنان افزایش یافت. یکی از اعضای این خانواده به نام سید صدرالدین داماد عین‌الملک و معلم سالارالسلطنه پسر ناصرالدین شاه بود. برادرزاده او محسن صدر (ملقب به صدرالاشراف)، در دوران پهلوی به نخست‌وزیری ایران رسید. از سایر اعضای معروف این خانواده می‌توان به جواد صدر، بهجت صدر و حمیدرضا صدر اشاره کرد.[۱۶][۱۷]
- طایفه قلعه‌ای‌ها: سومین طایفه بزرگ محلات است که به سبب زندگی در قلعه‌هایی که مابین محلات بالا و پایین قرار داشت، به این نام معروف شدند. اجداد این خاندان که از سرکردگان محلی سبزوار بودند و نیروی نظامی کوچکی در اختیار داشتند، به فرمان نادرشاه برای حفاظت از راه‌های منطقه به محلات کوچیدند و قلعه‌ای در بین محلات بالا و پایین احداث کردند که به قلعه «حاج علی‌خان» معروف بود. پس از مدتی به سبب افزایش جمعیت فضای قلعه تنگ شد و حاج امیرخان از بزرگان این طایفه قلعه دیگری در جنوب قلعه اول ساخت که به «قلعه بزرگ» یا «قلعه کیاب» معروف شد. بعدها سایر خوانین این طایفه هریک قلعه‌هایی در اطراف قلعه کیاب بنا کردند، از جمله «قلعه حاجی زین‌العابدین»، «قلعه عبدالله سلطان» (در شمال شرق قلعه کیاب) و «قلعه نو» (در شمال غرب قلعه کیاب) که در حدود ۱۲۹۰ هجری قمری توسط حاجی علی‌اصغر و برادرش محمدهاشم ارباب ساخته شد و آخرین قلعه‌ای بود که در محلات احداث شد. حاجی محمدهاشم در اواخر دوره قاجار به حکومت گیلان منصوب شد. پسر ارشدش «احمدخان محاسب دیوان» مدتی حاکم محلات، خمین و گلپایگان بود. ارباب هاشم از سه ازدواج فرزندان متعددی داشت که چندتن از آنان در دوران پهلوی در مناصب سیاسی رشد کردند: شهاب‌الدین خسروانی (نماینده محلات در مجلس شورای ملی)، سپهبد مرتضی خسروانی، خسرو خسروانی (سفیر ایران در آمریکا و سازمان ملل متحد)، عطاءالله خسروانی (وزیر کار و دبیرکل حزب ایران نوین) و سرلشکر پرویز خسروانی (بنیان‌گذار باشگاه تاج). کیوان خسروانی، طراح مد و معمار ایرانی فرزند سپهبد مرتضی خسروانی است. خانواده‌های امیری، امیرخانی، الهی و توکلی محلات نیز از اعقاب این طایفه هستند.[۱۶][۱۷]

## مشاهیر و مفاخر
محلات زادگاه مشاهیر و مفاخر بسیاری همچون حسن علی شاه محلاتی، علی شاه محلاتی،عیسی زیراهی، صدرالاشراف محلاتی (نخست‌وزیر و رئیس مجلس سنا در دوره پهلوی) از رجال و قضات اواخر دوره قاجار و اوایل دوره پهلوی، حاجی سیاحمحلاتی اولین ایرانی که رسماً تابعیت آمریکا را دریافت کرد، عباس حشمتی، علی اصغر امین از قضات عالیرتبه، تیمسار سپهبد پرویز خسروانی (بنیانگذار باشگاه تاج)، هادی محمدی بازیکن فوتبال، شهاب الدین خسروانی، خسرو خسروانی، مرتضی خسروانی و بهجت صدر محلاتی، دکتر سید جواد صدر و بعد از انقلاب نیز شیخ فضل اله محلاتی نماینده سید روح‌الله خمینی در سپاه، سید هاشم رسولی محلاتی، محمدرضا توسلی محلاتی، سید محمدعلی شهیدی محلاتی،  علیرضا سلیمی ، مهدی عام محمد و بسیاری دیگر از مفاخر و مشاهیر ملی است.

## آموزش عالی
- دانشگاه آزاد اسلامی واحد محلات
- دانشگاه پیام نور محلات
- مرکز آموزش عالی محلات

## رصدخانه محلات
شهر محلات دو رصدخانه دارای تلسکوپ در مجموعه دانشگاه آزاد اسلامی و پژوهش سرای دانش آموزی دارد.

## جاذبه‌های گردشگری
- دهکده جهانی بید قرمز بزیجان
- آبگرم محلات
- ارگ تاریخی لریجان

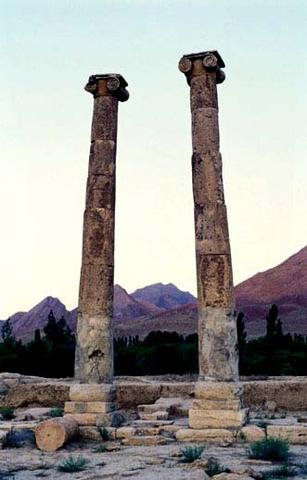

- اتاق فرار و مافیا در اولین و تنها باشگاه بازی های فکری محلات
- منطقهٔ حفاظت شدهٔ هفتادقله واقع در شمال شهرستان محلات
- منطقه حفاظت شده موته واقع در روستای گل‌چشمه محلات
- پارک زیبای سرچشمه محلات واقع در شمال شهر محلات
- چنار ۱۱۵۰ ساله شهر محلات واقع در میدان چنار شهر محلات
- یخچال طبیعی نیم‌ور واقع در شهر نیم‌ور
- انواع باغ‌های پرورش گل محلات واقع در مزارع گل جنوب محلات
- مجتمع آب درمانی و آب‌گرم طبیعی محلات واقع در روستای آبگرم محلات
- آتشکده آتشکوه میل میلونه متعلق به زمان ساسانیان در نیم‌ور.
- ستون‌های سنگی شهر باستانی خورهه از دوران سلوکیان.
- کوچه‌باغ‌های پولگان محلات واقع در میدان فرمانداری (منطقهٔ پولگان)
- سد ساسانی نیم‌ور واقع در رودخانه قمرود
- پل قدیمی باقرآباد واقع در روستای باقرآباد محلات
- غار آزاد خان واقع در روستای سنجی‌باشی محلات
- غار سوراخ گاو واقع در خورهه محلات
- غار چال‌شغال در روستای آتش کوه نیم‌ور
- غار یکه‌چاه واقع در روستای یکه‌چاه محلات
- غار باباجابر واقع در روستای جودان محلات
- غار شاه‌بلبل واقع در خورهه محلات
- سرچشمه محلات

## تأمین آب از لرستان
آب مصرفی (شرب، صنعتی، کشاورزی) مورد نیاز شهرهای خوانسار، گلپایگان، خمین، محلات، نیم ور، سلفچگان و قم از سرچشمه‌های دز در شهرستان الیگودرز تأمین می‌شود.
به گفته فتاح وزیر وقت نیرو این آب یکی از بهترین آب‌های دنیا است.
اما انتقال آب از شهرستان الیگودرز به شهرهای ذکر شده باعث اعتراض مردم الیگودرز شده است. از اثرات انتقال آب، پایین رفتن شدید سطح سفره‌های آب زیرزمینی و در نهایت خشک شدن بیش از ۶۰ حلقه چاه و کم‌آب شدن ۱۷۱ حلقه چاه دیگر در شهرستان الیگودرز بوده است. خشک شدن چاه‌ها و چشمه‌های شهرستان الیگودرز علاوه بر خسارات بسیاری که به بخش کشاورزی وارد کرده باعث از بین رفتن مجتمع‌های پرورش ماهی در این شهرستان شده است.

## سنگ‌های موجود در شهرستان محلات
از جمله سنگ‌هایی که در شهرستان محلات وجود دارد میتوان به
تراورتن حاجی آباد
تراورتن دره بخاری
تراورتن عباس‌آباد
تراورتن آبگرم
تراورتن سرچشمه
تراورتن پنیرک‌چه
تراورتن آبیار
مرمریت دُلِستان
مرمریت عیسی‌آباد
مرمریت نینه
اشاره کرد.